# 怀化铁路第一中学
怀化铁路第一中学（简称怀铁一中）位于湖南省怀化市鹤城区，为怀化市公立学校，湖南省示范性中学之一。

## 历史
1973年，怀铁一中建立。
1997年，怀铁一中入选湖南省示范性中学。

## 学校文化

### 校训
立志，明理，求实，创新
仁 朴 精 勇

### 社团
新绿文学社

## 学校建筑
- 科技馆
- 体育馆
- 图书馆
- 音乐馆
- 美术馆

## 奖项
怀铁一中先后荣获“花园式学校”、“突出贡献单位”、“湖南省示范性中学”等荣誉奖项。